# Bill Watts
Bill Watts (Oklahoma City, 5 mei 1939), beter bekend als "Cowboy" Bill Watts, is een Amerikaans gepensioneerd professioneel worstelaar.

## In worstelen
- Finishers
  - Oklahoma Stampede (Running leaping bulldog)

- Signature moves
  - Side slam backbreaker
  - Boston crab
  - Scoop slam

## Erelijst
- American Wrestling Alliance
  - AWA United States Heavyweight Championship (1 keer)

- Cauliflower Alley Club
  - Other honoree (2001)

- Championship Wrestling from Florida
  - NWA Florida Heavyweight Championship (2 keer)
  - NWA Southern Heavyweight Championship (1 keer)

- Georgia Championship Wrestling
  - NWA Georgia Heavyweight Championship (2 keer)

- Gulf Coast Championship Wrestling
  - NWA Gulf Coast Heavyweight Championship (1 keer)

- Japan Wrestling Association
  - NWA International Tag Team Championship (1 keer met Tarzan Tyler)

- NWA Tri-State - Mid-South Wrestling Association
  - Mid-South North American Heavyweight Championship (1 keer)
  - Mid-South Tag Team Championship (1 keer met Buck Robley)
  - NWA Louisiana Tag Team Championship (1 keer met Buck Robley)
  - NWA North American Heavyweight Championship (6 keer)
  - NWA Tri-State Brass Knuckles Championship (2 keer)
  - NWA United States Tag Team Championship (5 keer; 1x met Jerry Kozak, 1x met Billy Red Lyons, 1x met Greg Valentine, 1x met Billy Robinson en 1x met Buck Robley)

- Southwest Sports, Inc.
  - NWA Texas Heavyweight Championship (1 keer)

- World Wide Wrestling Federation / World Wrestling Entertainment
  - WWWF United States Tag Team Championship (1 keer met Gorilla Monsoon)
  - WWE Hall of Fame (Class of 2009)